# Stara Wieś (Siedlce)
Stara Wieś – dzielnica mieszkaniowa w Siedlcach, leżąca we wschodniej części miasta. Rozciąga się wzdłuż ulic: Starowiejskiej i Kazimierzowskiej.
Dawniej samodzielna miejscowość (wieś i folwark), włączana do Siedlec w 1907, 1931, 1956 i 1958.

## Historia
Wieś szlachecka Stara Wieś położona była w drugiej połowie XVI wieku w ziemi łukowskiej województwa lubelskiego.
Od 1867 roku istniała gmina Stara Wieś z siedzibą w Starej Wsi.
W 1888 r. w Starej Wsi urodził się Stanisław Łoza - podpułkownik Wojska Polskiego.
W 1907 r. do Siedlec włączono Starą Wieś Prywatną, kolonię Aleksandrówek, część majoratu Stara Wieś oraz dwór Napoleona Jasińskiego.
W II RP Siedlce rozrosły się terytorialnie głównie w kierunku północnym. W latach 1925–1928 dokonano parcelacji gruntów folwarku Stara Wieś, tworząc w ten sposób nową bogatą dzielnicę domów jednorodzinnych – Nowe Siedlce. Powstała też dzielnica robotnicza na wschód od ul. Kazimierzowskiej w kierunku Piasków Starowiejskich. 1 października 1931 do Siedlec włączono kolejną część gruntów byłego majoratu Stara Wieś o obszarze 74 ha, grunta Stara Wieś-Księżyzna o obszarze 25 ha 6 m², grunta obywateli miasta Siedlec o obszarze 887 ha 2.125 m², grunta włościan Stara Wieś o obszarze 543 ha 736 m², a także miejscowość Stara Wieś Poduchowna o obszarze 50 ha 7.564 m. Granica między miastem a wsią na ulicy Starowiejskiej przebiegała odtąd na wysokości jej styku z ulicą Janowską.
Po włączeniu tych obszarów do Siedlec poza granicami miasta pozostały: folwark Starawieś, kolonia Starawieś Budy, szkoła rolnicza Starawieś oraz rybakówka Starawieś Budy. Z nich w 1933 roku utworzono gromadę w  gminie Stara Wieś.
W 1949 roku Stara Wieś (folwark) włączono do województwa warszawskiego.
W 1954 zniesiono gminę Stara Wieś a były folwark Stara Wieś włączono do nowo utworzonej gromady Golice.
29 lutego 1956 do Siedlec włączono pozostały obszar Starej Wsi o powierzchni 153 ha, a 1 stycznia 1958 enklawę o powierzchni 10 ha położoną w granicach miasta Siedlce, włączając ją do miasta Siedlce (powiat miejski) w tymże województwie.